# Pilota d'Or 1983
El premi Pilota d'Or 1983, atorgat al millor futbolista europeu de l'any, a criteri d'un panell de periodistes esportius d'arreu dels territoris membres de la UEFA, fou entregat a Michel Platini el 27 de desembre de 1983.
Platini va ser el segon nacional francès a guanyar el premi després de Raymond Kopa (el 1958), i el tercer jugador de la Juventus FC en fer-ho després d'Omar Sívori i Paolo Rossi (el 1961 i el 1982, respectivament).

## Classificació
| Posició | Nom                    | Club                    | Nacionalitat        | Punts |
| 1       | Michel Platini         | Juventus FC             | França              | 110   |
| 2       | Kenny Dalglish         | Liverpool FC            | Escòcia             | 26    |
| 3       | Allan Simonsen         | Vejle                   | Dinamarca           | 25    |
| 4       | Gordon Strachan        | Aberdeen FC             | Escòcia             | 24    |
| 5       | Felix Magath           | Hamburger SV            | RFA                 | 20    |
| 6       | Jean-Marie Pfaff       | Bayern de Múnic         | Bèlgica             | 15    |
| 6       | Rinat Dasayev          | FK Spartak Moscou       | Unió Soviètica      | 15    |
| 8       | Karl-Heinz Rummenigge  | Bayern de Múnic         | RFA                 | 14    |
| 8       | Jesper Olsen           | AFC Ajax                | Dinamarca           | 14    |
| 10      | Bryan Robson           | Manchester United FC    | Anglaterra          | 13    |
| 11      | Fernando Gomes         | FC Porto                | Portugal            | 10    |
| 11      | Bernd Schuster         | FC Barcelona            | RFA                 | 10    |
| 11      | Franky Vercauteren     | RSC Anderlecht          | Bèlgica             | 10    |
| 11      | Alain Giresse          | FC Girondins de Bordeus | França              | 10    |
| 15      | Safet Sušić            | Paris Saint-Germain FC  | Iugoslàvia          | 8     |
| 15      | Ian Rush               | Liverpool FC            | Gal·les             | 8     |
| 17      | Morten Olsen           | RSC Anderlecht          | Dinamarca           | 6     |
| 18      | Norman Whiteside       | Manchester United FC    | Irlanda del Nord    | 5     |
| 19      | Bruno Conti            | AS Roma                 | Itàlia              | 4     |
| 19      | Eric Gerets            | AC Milan                | Bèlgica             | 4     |
| 19      | Erwin Vandenbergh      | RSC Anderlecht          | Bèlgica             | 4     |
| 19      | Michael Laudrup        | SS Lazio                | Dinamarca           | 4     |
| 23      | Liam Brady             | UC Sampdoria            | República d'Irlanda | 3     |
| 23      | Antonio Cabrini        | Juventus FC             | Itàlia              | 3     |
| 23      | Carlos Manuel          | SL Benfica              | Portugal            | 3     |
| 23      | Vassilis Khatzipanagís | Iraklis                 | Grècia              | 3     |
| 23      | Glenn Hysén            | IFK Göteborg            | Suècia              | 3     |
| 23      | Paolo Rossi            | Juventus FC             | Itàlia              | 3     |
| 23      | Costică Ștefănescu     | Universitatea Craiova   | Romania             | 3     |
| 30      | Zbigniew Boniek        | Juventus FC             | Polònia             | 2     |
| 30      | Fiódor Txerenkov       | FK Spartak Moscou       | Unió Soviètica      | 2     |
| 30      | Ruud Gullit            | Feyenoord               | Països Baixos       | 2     |
| 33      | Søren Lerby            | Bayern de Múnic         | Dinamarca           | 1     |
| 33      | Stoycho Mladenov       | CSKA Sofia              | Bulgària            | 1     |
| 33      | Tibor Nyilasi          | Austria Viena           | Hongria             | 1     |
| 33      | Rudi Völler            | Werder Bremen           | RFA                 | 1     |